# Solomonosoma manni
Solomonosoma manni är en mångfotingart som beskrevs av Chamberlin 1920. Solomonosoma manni ingår i släktet Solomonosoma och familjen orangeridubbelfotingar. Inga underarter finns listade i Catalogue of Life.